# GN Bouw Stadion
GN Bouw Stadion – wielofunkcyjny stadion w mieście Dordrecht w Holandii. Najczęściej używany jest jako stadion piłkarski, a swoje mecze rozgrywa na nim drużyna FC Dordrecht. Stadion może pomieścić 4 100 widzów, a swoją nazwę zawdzięcza firmie, która przebudowała go w 1996 roku. Wcześniej stadion nazywał się De Krommedijk.